# Yū Koyama
Yū Koyama (小山ゆう Koyama Yū?, nacido el 20 de febrero, 1948 en Ogasa, Japón) es un mangaka japonés. Tras graduarse de la Universidad de Shizuoka, Koyama se fue a Tokio y en 1968 trabajó para la compañía de manga Saito Productions, que tenía al mangaka más famoso del momento, Takao Saito. En 1971, trabajó con Kazuo Koike en el estudio Ship. Koyama hizo su debut profesional con el trabajo Ore wa Chokkaku en el año 1968. La revista Shōnen Sunday fue la encargada de publicarlo. En el 1977 ganó el premio Shōgakukan por el trabajo Ganbare Genki y el año siguiente, volvió a ganarlo con otro trabajo, Azumi.

## Trabajos
Éste es una lista de trabajos hechos por Koyama. Algunos tuvo participación directa y otros no.
- Ore wa Chokkaku (おれは直角?)
- Ganbare Genki (がんばれ元気?)
- Oi! Ryoma (お～い!竜馬?)
- Change (チェンジ?)
- Sprinter (スプリンター?)
- Yume ga Yuku (愛がゆく?)
- Azumi (あずみ?)
- Momotaro (ももたろう ?)
- Kaze no Saburō (風の三郎 ?)
- Samurai Kazuma (サムライ数馬?)
- Harajuku Story (原宿ストーリー?)
- Iza! Ryoma (いざ！竜馬?)